# Amadeo da Silva Menezes
Amadeo da Silva Menezes, italienisch Amedeo da Silva, oder Amedeo di Portogallo, portugiesisch Amadeu de Menezes da Silva, spanisch Amadeo Mendes de Silva,  (* um 1431 in Campo Maior, Königreich Portugal (nach anderen Quellen: Ceuta, damals Königreich Portugal), als João de Menezes da Silva; † 10. August 1482 in Mailand, Italien), war ein Franziskanerbruder, Ordensreformer und Mystiker. Er wird in der Literatur auch der Selige Amadeus (Beato Amadeo, Blessed Amadeus) genannt. Ein formaler Seligsprechungsprozess hat nicht stattgefunden.
Die Informationen über den Lebenslauf des Amadeo da Silva Meneses, besonders im Bezug auf die Zeit, die er auf der iberischen Halbinsel verbrachte, sind z. T. widersprüchlich und durch Heiligenlegenden beeinflusst, die kurz nach seinem Tod verfasst wurden. Informationen über ihn aus sicheren Quellen liegen erst ab dem Jahr 1452 vor.

## Herkunft
João da Silva Meneses wurde vermutlich im Jahr 1431 in Campo Maior im Königreich Portugal geboren. Er war der Sohn des Rui Gomes da Silva, des Kommandanten (Alcaide) der Festung von Campo Maior,  und Isabel de Menezes. Er hatte zehn Geschwister, darunter die 1976 heiliggesprochene Beatrix da Silva Meneses. Mit 18 Jahren trat er in das Hieronymiten-Kloster Nuestra Señora de Guadalupe in Kastilien ein.

## Norditalien
Am 11. Dezember 1452 erhielt er die Erlaubnis des Priors des Klosters Guadalupe, nach Assisi zu reisen. Dort trat er aus dem Orden der Hieronymiten aus und in den Orden der Franziskaner ein, um in Zukunft nach den ursprünglichen Idealen des Franz von Assisi in Armut und Demut zu leben. Dabei nahm er den Namen Amadeo an. Er wurde Mitglied eines Konventes im Herzogtum Mailand. Am 25. März 1459 erhielt er die Priesterweihe.  Quellen aus seiner Nähe berichteten darüber, dass er oft ekstatische Visionen und die Gabe der Prophetie gehabt haben soll.  Sein Ruf als Wunderheiler und Visionär verbreitete sich bis in die Spitzen der Gesellschaft des Herzogtums Mailand. Der Herzog Francesco Sforza und seine Frau, Bianca Maria Visconti, aber auch der Generalminister der Franziskaner, Francisco della Rovere,  unterstützten ihn bei der Einrichtung neuer, auch vom Papst genehmigter  Konvente,  in denen die Regeln des Heiligen Franziskus streng eingehalten wurden.

## Rom
Nachdem Francisco della Rovere am 9. August 1471 zum Papst gewählt worden war, trug er den Namen Sixtus IV. Er bat den Bruder Amadeo nach Rom zu kommen und ernannte ihn zu seinem persönlichen Beichtvater.  Mit der päpstlichen Bulle „Sacrus zelus religionis“ vom 18. Juni 1472 übertrug der Papst die Gebäude des damals leerstehenden Klosters San Pietro in Montorio  auf Amadeo, um einen neuen Konvent der reformierten Franziskaner (Amadeiten), zu gründen.  Amadeo richtete sich in den bestehenden Gebäuden ein. Innerhalb des Gebäudekomplexes liegt der Ort, von dem man annahm, dass dort der Apostel Petrus gekreuzigt wurde.  Amadeo verbrachte viel Zeit an diesem Ort. Er fastete und betete hier und fiel häufig in Ekstase, während er seine Apocalypsis Nova   aufgrund der Anweisungen schrieb, die er vom Erzengel Gabriel erhielt.  Amadeo begann mit der Umgestaltung der in Ruinen liegenden Gebäude des Klosters San Pietro in Montorio.

## Tod
Amadeo da Silva Meneses starb am 10. August 1482  in Mailand, als er den von ihm 1466 gegründeten Konvent Santa Maria della Pace besuchte. Er wurde vor dem Hauptaltar der Kirche Santa Maria della Pace beigesetzt. Sein Grab wurde im Auftrag des Königs Ludwig XI. von Frankreich errichtet.  Es ist heute nicht mehr vorhanden.

## Wirkung
Amadeo da Silva Meneses gründete einen Reformzweig der Franziskaner, bekannt als Amadeisten (Frati minori Amadeiti), dessen Mitglieder die ursprünglichen Regeln des Franz von Assisi strenge beachteten. Die Amadeisten richteten Konvente in Mailand, Lodi, Genua, Foligno,  in Mittel- und Süditalien und Spanien ein. Sie hatten nie mehr als 30 Häuser.  Durch die Bulle „Beati Christi Salvatoris“ vom 23. Januar 1568  löste Papst Pius V. den Zweig der Amadeiten auf und vereinigte die 29 Konvente mit den Franziskaner-Observanten.
Die prophetischen Texte der „Apocalypsis Nova“ wurden 1502 von Bernardino López de Carvajal, dem Botschafter Königin Isabellas und König Ferdinands beim Heiligen Stuhl, veröffentlicht. Ein Exemplar dieser Schrift ist in der Bibliothek des Escorial erhalten geblieben.